# Metropolia Natalu
Metropolia Natalu – metropolia Kościoła rzymskokatolickiego w Brazylii. Składa się z metropolitalnej archidiecezji Natalu i dwóch diecezji. Została erygowana 16 lutego 1952 r. konstytucją apostolską Arduum onus papieża Piusa XII. Od 2011 r. godność arcybiskupa metropolity sprawuje abp Jaime Vieira Rocha.
W skład metropolii wchodzą:
- Archidiecezja Natalu
  - Diecezja Caicó
  - Diecezja Mossoró

Prowincja kościelna Natalu wraz z metropoliami Olinda i Recife, Paraíba i Maceió tworzą region kościelny Nordeste II, zwany też regionem Pernambuco, Paraíba, Rio Grande do Norte i Alagoas.

## Metropolici
- Marcolino Esmeraldo de Souza Dantas (1952 – 1967)
- Nivaldo Monte (1967 – 1988)
- Alair Vilar Fernandes de Melo (1988 – 1993)
- Heitor de Araújo Sales (1993 – 2003)
- Matias Patrício de Macêdo (2003 – 2011)
- Jaime Vieira Rocha (2011 – 2023)
- João Santos Cardoso (od 2023)